# Veronica Lario
Miriam Raffaella Bartolini, dite Veronica Lario, née le 19 juillet 1956 à Bologne, est une actrice italienne, connue pour avoir été l'épouse de Silvio Berlusconi pendant une vingtaine d'années.

## Biographie

### Jeunesse et débuts d'actrice
De son vrai nom Miriam Bartolini, elle naît en 1956 à Bologne, dans une famille de gauche, et grandit dans un quartier populaire de la « ville rouge ». Elle se lance dans une carrière d’actrice « par amour pour son premier fiancé » ; son nom de scène est un hommage à l'actrice américaine Veronica Lake.
Elle obtient surtout des rôles dans des films à petit budget. Elle apparaît cependant dans une scène culte de Ténèbres, un giallo de Dario Argento sorti en 1982, dans laquelle elle se fait sauvagement assassiner par un tueur en série.

### Mariage avec Silvio Berlusconi
Un soir de 1980, après avoir joué totalement dénudée dans une pièce, le vaudeville des années 1920 Cocu magnifique, elle rencontre l'homme d'affaires Silvio Berlusconi qui lui déclare sa flamme dans sa loge, à l'époque marié et père de deux enfants. Ils entretiennent une relation secrète ; les deux amants se retrouvent régulièrement dans un appartement que Berlusconi a offert à sa maîtresse, situé via Rovani, à quelques pas du siège social de l'entreprise Fininvest. De cette relation naît Barbara, en 1984.
Eleonora et Luigi naîtront après la révélation de leur relation et le divorce de Silvio Berlusconi avec Carla Maria Elvira Dell’Oglio :
- Barbara, née en 1984 ;
- Eleonora, née en 1986 ;
- Luigi, né en 1988.

Le 10 décembre 1990, Silvio Berlusconi épouse civilement Veronica Lario, à Milan. Les témoins du mariage sont le journaliste Gianni Letta, l'homme d'affaires Fedele Confalonieri, ainsi que l'ancien président du Conseil socialiste Bettino Craxi et son épouse Anna.
Si son époux connaît le succès politique et devient chef du gouvernement à trois reprises, Veronica Lario décide malgré tout de rester dans l'ombre, refusant d'être considérée comme une Première dame, et rejetant le qualificatif de First Lady, comme la presse la présente ainsi. Le couple Berlusconi vit séparé : lui prend ses quartiers au palais Grazioli, à Rome, tandis qu'elle choisit de vivre dans l'une des villas de son époux près de Milan.
Le 3 mai 2009, dans le journal La Repubblica, elle demande le divorce, en se disant « excédée par le comportement de son mari », après que celui-ci a assisté, quelques jours plus tôt, à l'anniversaire d'une jeune napolitaine de 18 ans, Noemi Letizia. Elle touche une pension alimentaire de 300 000 euros par mois versée par Silvio Berlusconi,. Le divorce fut prononcé entre les deux époux en 2014 ;  ceux-ci mènent d'actives négociations de natures immobilières, patrimoniales et financières, selon les avocats de Veronica Lario. Le 28 décembre 2012, le tribunal de Milan rend un nouveau jugement : Veronica Lario reçoit finalement trois millions d'euros de pension mensuelle, soit 100 000 euros par jour, bien qu'elle ne reçoive pas l'usufruit de la villa de Macherio, dans laquelle elle fut longtemps logée par son ex-époux.
Elle vit aujourd'hui dans une villa à Milan, payée par son ex-époux. En 2010, Silvio Berlusconi, dont elle est séparée, affirme qu'elle vivrait une liaison avec l'ancien maire de Venise, Massimo Cacciari ; une relation évoquée, puis moquée par Berlusconi, en 2006.

## Filmographie

### Cinéma
- 1982 : Ténèbres de Dario Argento : Jane McKerrow
- 1984 : Sotto.. sotto.. strapazzato da anomala passione de Lina Wertmuller : Ester

### Télévision
- 1979 : La vedova e il piedipiatti de Mario Landi
- 1979 : Bel Ami de Sandro Bolchi
- 1981 : I giochi del diavolo de Marcello Aliprandi, épisode no 4

### Filmographie
- 2018 : Silvio et les Autres (Loro) de Paolo Sorrentino. Veronica Lario est interprétée par l'actrice Elena Sofia Ricci.